# Дамаскин (Гаганьярас)
Архиепи́скоп Дамаски́н (греч. Αρχιεπίσκοπος Δαµασκηνός, в миру Анаста́сиос Гаганья́рас, греч. Αναστάσιος Γκαγκανιάρας; род. 1 января 1952, Власти, ном Козани, Греция) — епископ Иерусалимской Православной Церкви, архиепископ Иоппийский, глава Патриаршей эпитропии в Яффе, игумен монастыря Архангела Михаила в Яффе.

## Биография
Прибыл в Иерусалим в 1967 году. В 1968 году был пострижен в монашество с именем Дамаскин.
В 1970 году был рукоположён во иеродиакона и служил в Иерусалиме, Назарете и Аммане.
В 1977 году был рукоположён во иеромонаха, а в 1980 году — возведен в достоинство архимандрита.
В 1980 году получил степень по английскому языковедению от Католического университета Вифлеема. Продолжил образование на богословском факультете Университета Аристотеля в Салониках, который окончил в 1984 году. С 1984 года также преподавал в данном университете.
Пройдя годовую аспирантуру в Фессалоникийском университете по византийской истории, получил в 1985 году степень с отличием, а в 1986 году — докторскую степень по богословию от того же университета.
Служил свещехранителем при Соборе Воскресения Господня в Иерусалиме, ризничим в Вифлееме, игуменом в ряде обителей, главой кафедры и преподавателем в Патриаршей школе.
В 1994 году в возглавляемом им монастыре случился сильный пожар, уничтоживший значительную часть построек. За свой счёт отремонтировал Архангельский храм и монастырь в Яффе.
В 1996 году был избран членом Священного Синода Иерусалимской Православной Церкви.
В октябре 1998 года решением Священного Синода был избран епископом Иоппским (иначе Яффским; Яффа в античный период носила греческое название Иоппи). 31 октября того же года состоялась его епископская хиротония.
В 2000 году был возведён в сан архиепископа и был назначен председателем Церковного суда в Яффе. В 2001 году обновил и вновь организовал занятия в Яффской православной школе.
В 2001 году назначен экзархом Святого Гроба в Греции.
В 2002 году назначен экзархом Святого Гроба в Америке и титуловался архиепископом Яффским и Аримафейским, «представителем Иерусалимского Патриархата в Северной и Южной Америке». В его подчинение вошли несколько приходов и клириков, вышедших из юрисдикции Американской архиепископии Антиохийского Патриархата, что вызвало протест со стороны последнего. В итоге, 2 мая 2003 года архиепископ Филипп (Салиба) издал запрет своим клирикам сослужить со американскими священнослужителями, находящимися в юрисдикции Иерусалимской православной церкви.
Под руководством архиепископа Дамаскина произошли существенные улучшения в их обустройстве этих приходов: юрисдикция насчитывала уже 15 приходов и два монастыря: Вознесенский монастырь в Резаке и монастырь Святого Креста в Восточном Сетаукете, в котором и находилось церковное управление. Наличие общин в США в юрисдикции Иерусалимского Патриархата вызвало протест также со стороны Константинопольского Патриархата, считающего, что православные приходы в диаспоре (особенно греческой традиции) должны подчиняться ему.
После отставки Патриарха Иерусалимского Иринея включён в обнародованный 20 июля 2005 года список из 13 кандидатов на Патриарший престол.
19 января 2006 года по приглашению Управляющего Патриаршими приходами в США епископа Зарайского Меркурия (Иванова) архиепископ Дамаскин посетил Представительство Московского Патриархата в США.
28 февраля 2007 года после длительных переговоров между Иерусалимским и Константинопольским патриархатами было подписано соглашение о передаче приходов в США в юрисдикцию Константинопольского Патриархата.
1 апреля 2008 года на встрече патриархов Константинопольского Варфоломея и Иерусалимского Феофила III последний отрёкся от какой-либо юрисдикции своей Церкви в Западном Полушарии и было решено перевести американские общины палестинцев и иорданцев, бывших паствой владыки Дамаскина, в ведение Константинопольского Патриархата. Общины были переданы в юрисдикцию Американской архиепископии, и из них создано Викариатство палестинско-иорданских православных общин в США, подчиняющееся напрямую архиепископу Американскому Димитрию (Тракателлису).
В июне 2008 года защитил докторскую диссертацию на юридическом факультете Университета Аристотеля в Салониках на тему «Административные органы Иерусалимского Патриархата».

## Публикации
- Η Διοικητική Οργάνωσις του Πατριαρχείου Ιεροσολύμων, 2008